# Клестята
Клестята — деревня в Пермском районе Пермского края. Входит в состав Лобановского сельского поселения.

## География
Деревня расположена на реке Мулянке, при впадении в неё реки Буртымки, примерно в 3,5 км к юго-востоку от административного центра поселения, села Лобаново и 19 км к юго-востоку от Перми. Железнодорожная станция Клестовский.

## Население
| 2010 |
| ---- |
| 179  |

## Улицы[2]
- Заречная ул.
- Зелёная ул.
- Набережная ул.
- Трактовая ул.

## Топографические карты
- Лист карты O-40-77 Юг. Масштаб: 1 : 100 000. Состояние местности на 1983 год. Издание 1985 г.